# William Francis Butler
Pour les articles homonymes, voir Butler.
Cet article possède un paronyme, voir William Butler.
 (novembre 2015).
Si vous disposez d'ouvrages ou d'articles de référence ou si vous connaissez des sites web de qualité traitant du thème abordé ici, merci de compléter l'article en donnant les références utiles à sa vérifiabilité et en les liant à la section « Notes et références ».
William Francis Butler, né le 31 octobre 1838 à Golden, County Tipperary dans le comté de Tipperary, en Irlande, et mort le 7 juin 1910 au château de Bansha (en), est un officier et écrivain britannique.
Lieutenant-général de l'armée britannique, il est également l'époux de la peintre Elizabeth Thompson.

## Biographie
William Francis Butler, fils de Richard et Ellen Butler, est né à Golden, dans le comté de Tipperary, en Irlande. Il est éduqué principalement par les jésuites du Collège de Tullabeg.
En 1858, il entre dans l'armée britannique en tant qu'enseigne au 69e régiment d'infanterie, à la caserne de Fermoy. Il est promu capitaine en 1872 et major en 1874. Sa présence est remarquée lors de l'Expédition de Wolseley (1870-1871) et dans des opérations dans l'Empire ashanti (1873-1874). Il devient compagnon de l'Ordre du Bain en 1874.
Il épouse le 11 juin 1877 Elizabeth Thompson, une peintre de scène de batailles.
Il sert à nouveau sous les ordres du général Garnet Joseph Wolseley pendant la Guerre anglo-zouloue de 1879 à l'issue de laquelle il devient lieutenant-colonel, pendant la bataille de Tel-el-Kebir de 1882, à l'issue de laquelle il devient aide de camp de la reine et, enfin, au Soudan de 1884 à 1886, où il est d'abord colonel (1884), puis brigadier-général (1885). En 1886, il devient chevalier de l'Ordre du Bain. Il est ensuite brigadier-général en Égypte jusqu'en 1892, année où il est promu major-général. Basé à Aldershot, il commande alors le district du sud-est.
En 1898, il succède au général William Howley Goodenough (en) comme commandant en chef en Afrique du Sud, avec le grade local de lieutenant-général. Pendant une brève période (décembre 1898-février 1899), durant l'absence de Alfred Milner, il remplit les fonctions de haut-commissionnaire. Dans ce cadre, il exprime des opinions sur le sujet de la probabilité d'une guerre qui ne sont pas approuvées par le gouvernement britannique et il est rappelé au Royaume-Uni pour commander le district occidental, un poste qu'il conservera jusqu'en 1905. Il détient également à nouveau le commandement du district du sud-est pendant une brève période (1900-1901). Il est promu lieutenant-général en 1900.
En octobre 1905, il atteint la limite d'âge de 67 ans et quitte l'armée britannique. Il passe les quelques années qui lui restent à vivre au Château de Bansha, en Irlande. Il enseigne, tant à Dublin que dans le reste de l'Irlande, les questions historiques, sociales et économiques. Il est membre du Sénat de l'Université nationale d'Irlande et commissaire du Bureau de l'Éducation nationale. En juin 1906, il est nommé Chevalier de la Grande Croix de l'Ordre du Bain et, en 1909, il devient membre du Conseil privé irlandais. Il meurt au château de Bansha et est enterré au cimetière de Killaldriffe.
William Butler est par ailleurs écrivain, sa première publication (The Great Lone Land) remontant en 1872. Il est également le biographe de Sir George Colley (1899).
Quelques années avant sa mort, il a commencé à rédiger une autobiographie, mais est mort avant qu'elle soit terminée. C'est sa fille cadette, Eileen, qui l'a terminée et publiée en 1911.